# Franz Gehrig
Franz Gehrig (* 18. April 1915 in Mannheim; † 12. April 2012 in Königheim) war ein deutscher römisch-katholischer Priester und Heimatforscher.

## Leben
Franz Gehrig wuchs mit seinen Geschwistern in Gissigheim auf. Er wollte schon in jungen Jahren Pfarrer werden. Nachdem er 1939 nach dem Studium der  katholischen Theologie in Freiburg im Breisgau und Würzburg zum Priester geweiht wurde, wirkte er mehr als 70 Jahre „im Weinberg des Herrn“. Während des Zweiten Weltkriegs war Gehrig als Sanitätsoffizier eingesetzt und wurde dabei schwer verwundet. Nach Kaplanstellen 1945 in Wilflingen/Hohenzollern und 1948 in Ladenburg übernahm der Seelsorger 1952 ein Jahr lang als Pfarrverweser die Verantwortung in der Pfarrei Wenkheim. Danach führte ihn der Weg nach Elsenz bei Eppingen. Von 1953 bis zu seiner Pensionierung war er Gemeindepfarrer in Elsenz. Nach seiner Pensionierung 1980 zog es Pfarrer Gehrig wieder in die Heimat. Auch dort war er weiterhin als „Pfarrer in Reichweite“ für die Gläubigen Ansprechpartner und übernahm zahlreiche Gottesdienste.

## Arbeiten für die Heimatgeschichte
Seine Passion galt der Heimatgeschichte. Die Erforschung von Orts- und Kirchenchroniken erfolgte auch aus der Überzeugung heraus, dass die Kenntnis der Geschichte für die Gegenwart und die Zukunft wichtig sei. Gerade als Übersetzer des mittelalterlichen Lateins war er in der Region und darüber hinaus bekannt. Mit Geduld und Akribie durchstöberte er die Archive und Bibliotheken, trug Wissenswertes zusammen. Er verfasste verschiedene Heimatbücher und historische Aufsätze über den Kraichgau sowie seine Heimat Tauberfranken und veröffentlichte Beiträge aus seinen Forschungen in wissenschaftlichen Periodika, Heimatblättern und Zeitungen. Auch in der Ahnenforschung und Wappenkunde hatte sich Pfarrer Gehrig einen Namen gemacht. Seine Arbeiten sind ein Beitrag zur Geschichte des Kraichgaues sowie auch zur Geschichte des Taubertals und der Kurpfalz. Er richtete in Elsenz und Gissigheim jeweils ein Heimatmuseum ein. Mit zahlreichen Auszeichnungen wurde das Wirken des Geistlichen gewürdigt:

## Ehrungen
- Bundesverdienstkreuz am Bande (10. Februar 1981)[4]
- Ehrenbürger von Königheim (1985)
- Heimatmedaille des Landes Baden-Württemberg (1999)
- Ehrenmitglied des Heimatvereins „Brehmbachtal“

## Werke
- Dorf und Pfarrei – Elsenz, 1960[2]
- Hilsbach, Chronik der höchstgelegenen Stadt im Kraichgau, 1979
- mit Helmut Kappler: Königheim – Alter Marktflecken und Weinort. Eigenverlag der Gemeinde Königheim, (1985).
- Gissigheim im Badischen Frankenland. Eigenverlag der Gemeinde Gissigheim, 1969.
- Das Kreuzhölzle: Kapelle – Kreuzweg – Wallfahrt zu Dittwar; heute: Tauberbischofsheim-Dittwar, Pfarrgemeinde St. Laurentius, Dittwar 1982.
- mit Otto Haberkorn: 1200 Jahre Pülfringen 788–1988. Eigenverlag der Gemeinde Königheim, (1988)
- Gerichtstetten im oberen Erftal, 1994
- mit Hermann Müller: Tauberbischofsheim. Verein Tauberfränkische Heimatfreunde e. V., Tauberbischofsheim 1997